# René Cheval
René Cheval (* 4. Oktober 1918 in Besançon; † 31. Juli 1986 in Besançon) war ein französischer Germanist, Hochschuloffizier und Kulturdiplomat.

## Leben und Wirken
René Cheval erlernte bereits während seiner Schulzeit in Besançon und Lyon die deutsche Sprache. Von 1937 bis 1939 war er bereits in jungen Jahren als Lektor an der Universität Gießen tätig. Nach Militärdienstzeit und Kriegsgefangenschaft (1939 bis 1940) flüchtete Cheval in das nicht vom Deutschen Reich besetzte Frankreich des Vichy-Regimes und studierte Germanistik an der Universität Lyon. 1942 absolvierte er dort die Lehrerprüfung und unterrichtete bis zum Ende des Zweiten Weltkriegs deutsche Sprache an einem Gymnasium in Lyon. Anschließend übernahm er eine Tätigkeit im Bildungs- und Kulturbereich der französischen Militärregierung in der Französischen Besatzungszone in Deutschland. Als Hochschul- bzw. Universitätsoffizier war Cheval entscheidend beteiligt bei der Wiedereröffnung der Eberhard Karls Universität Tübingen, die bereits am 15. Oktober 1945 erfolgen konnte. Im Jahre 1948 übernahm er dann die Leitung des französischen Kulturinstituts in Tübingen, kurze Zeit später (1949/50) auch diejenige des Kulturinstituts in Stuttgart. Von 1950 bis 1954 hatte Cheval außerdem einen Lehrauftrag am Romanischen Seminar der Universität Tübingen inne.
In der Folgezeit war René Cheval von 1954 bis 1955 als französischer Kulturattaché in New York, von 1957 bis 1960 in Stockholm und von 1961 bis 1963 in Warschau tätig. Während dieser Zeit arbeitete er an seiner Habilitationsschrift über Romain Rolland. Von 1963 bis 1966 wirkte er als Dozent für Germanistik an der Universität Rennes. Im Jahre 1966 ging er dann als Kulturdiplomat an die französische Botschaft in Bonn; 1973 wechselte er an die Botschaft Frankreichs in Wien. Im Jahre 1978 trat er in den Ruhestand und kehrte nach Frankreich zurück.
Cheval beschäftigte sich intensiv u. a. mit den deutsch-französischen Kulturbeziehungen und legte zahlreiche Veröffentlichungen zur Literaturwissenschaft vor. Im Jahre 1974 ernannte die Universität ihren einstigen französischen Hochschuloffizier zum Ehrensenator.

## Veröffentlichungen (Auswahl)
Monographien
- Probleme der deutschen Universitäten. Wunderlich, Tübingen 1948.
- Romain Rolland. L'Allemagne et la guerre. Presses Universitaires de France, Paris 1963.
- (Hrsg.): Fräulein Elsa. Lettres de Romain Rolland à Elsa Wolff (= Cahiers Romain Rolland, Bd. 14). Michel, Paris 1964.
- Romain Rollands Begegnungen mit Österreich (= Innsbrucker Beiträge zur Kulturwissenschaft, Sonderheft 26). Sprachwissenschaftliches Institut, Innsbruck 1968.
- So sehen wir die Deutschen. Hase & Koehler, Mainz 1968.
- Heinrich Heine zwischen Deutschland und Frankreich (= Schriften der Heinrich-Heine-Gesellschaft, Düsseldorf, Bd. 4). Düsseldorf 1969.
- Nous partons pour l'Allemagne. PUF, Paris 1972.
- Die deutsch-französischen Beziehungen (= Heilbronner Vorträge, Bd. 6). Stadtverwaltung Heilbronn 1972.
- La vie allemande (= Que sais-je?, Bd. 1581). Presses Universitaires de France, Paris 1974.
- (mit Edouard Sans): Visages de l'Allemagne. Hachette, Paris 1978.
- Franche-Comté. Cêtre, Besançon 1987.
- Anstöße und Rückwirkungen. Literarische Begegnungen zwischen Frankreich und Deutschland. Ausgewählte Aufsätze (= Studien zur Literatur der Moderne, Bd. 18). Bouvier, Bonn 1990, ISBN 3-416-02216-5.
- Le coq et l'aigle. Lang, Frankfurt am Main u. a. 1990, ISBN 3-261-04272-9.

Aufsätze
- Die deutsch-französischen Kulturbeziehungen. In: Dokumente, Bd. 25 (1969), S. 32–37.
- Cent ans d'affectivité franco-allemande ou l'ère des stéréotypes. In: Revue d'Allemagne, Bd. 4 (1972), S. 603–614.
- Les raisons d'une démission. In: Allemagne d'aujourd'hui, Bd. 60 (1977), S. 51–56.
- Die Universität Tübingen in der Besatzungsära. In: Tübinger Blätter, Bd. 65 (1978), S. 16–19 (Digitalisat).
- Education, rééducation. La politique des Alliés en Allemagne occupé. In: Documents, Bd. 35 (1980), S. 111–119.
- Die Bildungspolitik in der Französischen Besatzungszone. In: Manfred Heinemann (Hrsg.): Umerziehung und Wiederaufbau. Die Bildungspolitik der Besatzungsmächte in Deutschland und Österreich. Klett-Cotta, Stuttgart 1981, S. 190–200, ISBN 3-12-933300-2.
- Fontane und der französische Kardinal. Ein neuentdeckter Briefwechsel (1870–75) mit Césaire Mathieu, Erzbischof von Besancon. In: Jahrbuch der Deutschen Schiller-Gesellschaft, Bd. 27 (1983), S. 19–58.
- Zwischen Vernunft und Ressentiments. Deutsch-französische Politik im Schatten von zwei Kriegen. In: Dokumente, Bd. 39 (1983), S. 325–333.
- Die Universität Tübingen in der Besatzungsära. In: Jérôme Vaillant (Hrsg.): Französische Kulturpolitik in Deutschland 1945–1949. Berichte und Dokumente. Universitätsverlag, Konstanz 1984, S. 61–70, ISBN 3-87940-182-9.
- Die Universität Tübingen zwischen Vergangenheit und Zukunft in den Nachkriegsjahren. In: Franz Knipping (Hrsg.): Frankreichs Kulturpolitik in Deutschland, 1945–1950. Attempto-Verlag, Tübingen 1987, S. 247–264, ISBN 3-921552-47-8.